# 芬奇維爾 (內布拉斯加州)
芬奇維爾（英語：Finchville）是位於美國內布拉斯加州卡斯特縣的非建制地區。

## 歷史
芬奇維爾的郵局於1914年設立，其後於1935年停運。

## 地理
芬奇維爾所處的海拔為高於海平面808米（即2651英呎），而該地所採用的時區為UTC-6，即北美中部时区（CST）。同時該地設有夏令時間，為UTC-6調快一小時，即UTC-5（CDT）。